# James Fitzjames
James Fitzjames (Devon o Londres; 27 de julio de 1813 - Isla del Rey Guillermo, c. 1848) fue un oficial británico de la Royal Navy. Estuvo al mando del HMS Erebus, uno de los dos buques junto al HMS Terror que formó parte de la expedición de John Franklin de 1845, que pretendía cartografiar el Ártico y cruzar el paso del Noroeste. Sus restos, encontrados originalmente en 1982, fueron identificados en 2024.

## Primeros años
Nació de forma ilegítima y, durante su vida y después de ella, sus amigos y parientes se esforzaron por ocultar sus orígenes. Aunque el biógrafo William Battersby creyó en un principio que Fitzjames había nacido el 27 de julio de 1813 en Río de Janeiro, en lo que entonces era el Brasil colonial, posteriormente publicó una corrección en su página web en la que afirmaba que era más probable que Fitzjames hubiera nacido en Devon (Inglaterra), como declaró en sus papeles de ingreso en la marina. Fitzjames fue bautizado el 24 de febrero de 1815 en la iglesia parroquial de St. Marylebone, en Londres. Se presume que los nombres dados por las personas que se hicieron pasar por sus padres, "James Fitzjames" y "Ann Fitzjames", son falsos.

### Hijo ilegítimo
La identificación de su verdadera familia ha sido un misterio. En diferentes fuentes se ha sugerido que era un expósito, que era de origen irlandés, hijo ilegítimo de Sir James Stephen o pariente de los Coningham. Pero en realidad era hijo ilegítimo de Sir James Gambier, un diplomático menor. Aunque no siempre tuvo éxito, la familia Gambier destacó en el servicio naval real. El primo de Sir James era un controvertido lord del mar, el almirante Lord Gambier. Su padre, y abuelo de James Fitzjames, fue el vicealmirante James Gambier. Se desconoce la identidad de su madre.
En el momento del nacimiento de Fitzjames, Sir James Gambier atravesaba graves dificultades personales y financieras. Sir James había sido nombrado cónsul general británico en Río de Janeiro en 1809, cargo que ocupó hasta 1814, aunque un paso en falso diplomático le obligó a abandonar Río para irse a Inglaterra en 1811. Aislado de los ingresos que esperaba recibir en Río, contrajo enormes deudas, que sólo se salvaron de la bancarrota cuando un sindicato de sus parientes y acreedores, encabezado por el propio almirante Lord Gambier, William Morton Pitt y Samuel Gambier, se hizo cargo de sus asuntos financieros y los puso en fideicomiso.
Sir James se había casado con Jemima Snell y la pareja tuvo 15 hijos en total. Uno de sus hijos nació un mes después del nacimiento de Fitzjames y en ese momento los Gambier podrían haber estado distanciados. En 1815, con sus asuntos financieros en manos de fideicomisarios, Sir James reanudó su carrera diplomática al ser nombrado cónsul general en La Haya, cargo que ocupó hasta 1825. Parece ser que mantuvo un contacto limitado con Fitzjames.

### Familia adoptiva
Poco después de su nacimiento, Fitzjames quedó al cuidado del reverendo Robert Coningham y su esposa Louisa Capper, que escribían obras filosóficas y poéticas. Los Coningham eran miembros acomodados de una extensa familia de ascendencia escocesa/irlandesa que, con otros de origen similar, se asentaron en la zona de Watford, en Hertfordshire.
La familia Coningham parece haber vivido en varios lugares de Hertfordshire, estableciéndose a finales de la década de 1820 en una importante finca de 30 acres llamada Rose Hill, en Abbots Langley. Robert y Louisa tuvieron un hijo, William Coningham, que era el amigo más íntimo de James Fitzjames; los dos niños se criaron juntos como hermanos. Los Coningham eran una pareja bien educada que tenía amplias conexiones en los círculos intelectuales británicos de la época. Robert Coningham era un clérigo educado en Cambridge, aunque nunca se ganó la vida. Era primo del escritor John Sterling y amigo de intelectuales como Julius Hare y Thomas Carlyle. Antes de casarse, Louisa Coningham había enseñado en la escuela femenina Rothsay House de Kennington y era autora de dos libros.
Este bagaje intelectual les permitió proporcionar a Fitzjames y William Coningham un nivel educativo excepcionalmente alto. William Coningham fue enviado brevemente a Eton College mientras Fitzjames estaba en alta mar sirviendo en el HMS Pyramus. A la vuelta de Fitzjames, William Coningham fue retirado de Eton y la educación de los chicos fue impartida en casa por tutores privados, entre ellos un hijo de Robert Towerson Cory, que más tarde fue tutor del príncipe de Gales para la reina Victoria y el príncipe Alberto. Fitzjames fue educado por la familia Coningham como un hijo, y aunque no tenía parentesco con ellos siempre se refería a ellos como "tío" y "tía".

## Carrera naval

### Con el capitán Gambier
Fitzjames ingresó en la Royal Navy a los 12 años, en julio de 1825, como voluntario de segunda clase en el HMS Pyramus, una fragata al mando del capitán Robert Gambier. Sirvió en el Pyramus hasta el 15 de septiembre de 1828, siendo ascendido a voluntario de primera clase el 1 de julio de 1828. El capitán Robert Gambier era en realidad primo segundo de James Fitzjames, y fue a través de esta conexión familiar encubierta que pudo obtener este puesto, a pesar de su ilegitimidad y de la falta de conexiones de la familia Coningham con la Royal Navy. Desgraciadamente, el capitán Gambier renunció a su puesto sólo un año después debido a la inesperada muerte de su esposa, dejando a Fitzjames en una situación vulnerable, ya que no tenía ninguna conexión con el nuevo capitán, George Sartorius.
Sin embargo, Fitzjames supo ganarse la confianza del capitán Sartorius, quien ascendió a Fitzjames a Voluntario de Primera Clase en 1828. Durante esta comisión, el Pyramus navegó primero a Centroamérica y Estados Unidos en misiones diplomáticas y luego se dedicó a la investigación científica como parte de la Escuadra Experimental a las órdenes del almirante Thomas Masterman Hardy. Más tarde sirvió como guardia británico en Lisboa.
Aunque después de esto los Coningham y los Gambier querían enviarlo a Cambridge, Fitzjames estaba decidido a reanudar su carrera en la Royal Navy. Pero con Robert Gambier retirado a media paga y George Sartorius sirviendo irregularmente en la Armada portuguesa, James Fitzjames tuvo grandes dificultades para obtener un puesto como guardiamarina. Finalmente, y a través de medios muy irregulares, pudo obtener dicho puesto en el HMS St Vincent de 1830 a 1833. El St Vincent era el buque insignia de la flota mediterránea de la Royal Navy, pero pasaba mucho tiempo en el puerto de Malta.
Fitzjames sirvió en un cúter, el HMS Hind, navegando dos veces a Constantinopla, y en el HMS Madagascar, durante el cual el Madagascar transportó a Otón de Grecia desde Trieste a Nauplia, donde fue coronado Rey de Grecia. Durante este tiempo Fitzjames pasó sus exámenes para la promoción a teniente, pero sólo con gran dificultad se logró debido a la forma altamente irregular en que había obtenido su posición como guardiamarina y, por supuesto, su nacimiento ilegítimo que todavía era irreconocible ante la ley. De regreso a Gran Bretaña en 1833, casi de inmediato obtuvo un puesto en el HMS Winchester, el buque insignia del vicealmirante Hyde Parker. En este puesto esperaría obtener su ascenso a teniente de navío.

### Expedición al Éufrates
Robert Coningham se había hecho muy amigo de un pariente suyo, el comandante Colin Campbell, que tras la muerte de Fitzjames se hizo famoso como mariscal de campo Lord Clyde. Campbell presentó a Fitzjames a Francis Rawdon Chesney, entonces capitán de ingenieros, que estaba organizando una expedición para establecer una línea de vapores en Mesopotamia.
La empresa se conoció como la Expedición del Éufrates y fue precursora de la creación del Canal de Suez, ya que unía Oriente Próximo a través de Mesopotamia con los sistemas fluviales que desembocaban en el golfo Pérsico. De forma bastante impulsiva, Fitzjames renunció inmediatamente a su puesto en el HMS Winchester para unirse a la expedición de Chesney.
Fitzjames formó parte de la expedición al Éufrates de 1834 a 1837. Antes de que la expedición zarpara, se distinguió por zambullirse vestido en el río Mersey para rescatar a un hombre que se ahogaba. Se le concedió una copa de plata y la Libertad de la ciudad (algo más elevado que el "regalo" de las "llaves de la ciudad") de Liverpool por su valentía.
Aunque la expedición se promovió con gran energía, no fue un éxito. Los dos vapores, Tigris y Euphrates, tuvieron que ser transportados en piezas 130 millas (210 km) a través de las montañas y el terreno desértico del norte de Siria desde la costa mediterránea hasta el río Éufrates, un tremendo esfuerzo que tardó más de un año en completarse. El más pequeño, el Tigris, se hundió con gran pérdida de vidas en una tormenta repentina y el calado del Euphrates era demasiado profundo para navegar por el río durante gran parte del año. Además, hubo tremendas dificultades causadas tanto por complicaciones políticas como por el brote de enfermedades.
Aunque Chesney estaba decidido a continuar y no liberaba a los oficiales, incluido Fitzjames, la expedición fue finalmente detenida por el gobierno británico y la Compañía de las Indias Orientales, sus dos principales patrocinadores. En 1836, con el vapor Euphrates incapaz de remontar los bajíos del río, tras haber roto su motor. Fitzjames se ofreció voluntario para llevar el correo de la Oficina de Indias que transportaba a 1 900 kilos a través de lo que hoy es Irak y Siria hasta la costa mediterránea y desde allí transportarlo a Londres.

### Reanudación de la carrera naval
Después de muchas aventuras extremadamente peligrosas (estuvo a punto de ser secuestrado y atrapado en una ciudad sitiada), Fitzjames consiguió regresar a Londres, donde se reunió con los miembros supervivientes de la expedición, que regresaban a casa rezagados. Desgraciadamente, durante su ausencia, Robert Coningham había muerto repentinamente y los miembros restantes de la familia Coningham, todos aparentemente en mal estado de salud, habían vendido su importante casa, Rose Hill, cerca de Abbot's Langley, y vivían en Watford.
En la expedición, Fitzjames entabló amistad para toda la vida con otros dos oficiales de la Royal Navy participantes, los tenientes Richard Cleaveland y Edward Charlewood. Cleaveland, Charlewood y Fitzjames se encontraron con que, en contra de lo acordado con el coronel Chesney, el Almirantazgo se negaba a considerar su servicio en la Expedición al Éufrates como "tiempo de mar", por lo que no contaría para su ascenso. Chesney hizo todo lo que estuvo en su mano para apoyar a sus subordinados y, después de casi un año, el Almirantazgo cedió y concedió los ascensos a los tres oficiales.
James Fitzjames reanudó el servicio en la Royal Naval y siguió una carrera mucho más convencional. Junto con su amigo Edward Charlewood, sirvió a continuación en el HMS Excellent, la recién creada escuela de artillería, donde aprobó con notas muy altas. En esta época también entabló una estrecha amistad, aunque también de gran utilidad profesional, con John Barrow, hijo de Sir John Barrow, un influyente segundo secretario del Almirantazgo. A partir de entonces, ambos mantuvieron una correspondencia regular.

### Guerra egipcio-otomana
James Fitzjames, teniente de artillería altamente cualificado, estaba muy solicitado, lo que, unido a su experiencia en Oriente Próximo, le valió el puesto de teniente de artillería del HMS Ganges en la guerra egipcio-otomana de 1839 a 1840. Se le consideraba un oficial eficaz y el almirante Charles John Napier le elogió especialmente por desembarcar de noche para distribuir una proclama a los soldados egipcios en su campamento. Fue una empresa muy arriesgada, pero pudo escapar de vuelta al Ganges.
Cuando se le informó de esta audaz hazaña, Ibrahim bajá, el general egipcio, puso precio a la cabeza de Fitzjames. Antes de terminar el servicio, Fitzjames fue seleccionado por el almirante Sir William Parker como teniente de artillería del HMS Cornwallis, su buque insignia para la fuerza que se estaba reuniendo en Gran Bretaña para luchar en la primera guerra del Opio.

### Primera guerra del Opio
Su servicio en esta guerra volvió a estar marcado por una valentía notablemente temeraria, estuvo a punto de morir durante la captura de Zhenjiang; fue evacuado al Cornwallis cuando una bala de mosquete le atravesó el brazo hasta la espalda, alojándose contra su columna vertebral. Los oficiales superiores se fijaron más en un extrovertido; Fitzjames escribió y publicó un poema humorístico de 10 000 palabras, The Cruise of HMS Cornwallis, en el que describía la primera guerra del Opio y su participación en ese particular levantamiento, que se publicó en The Nautical Magazine. Ostensiblemente anónimo, se refería a sí mismo con el nombre de "Tom Bowline".
De camino a la guerra, el HMS Cornwallis pasó cinco días en Singapur. Mientras estaba allí de permiso en tierra, Fitzjames tuvo algún tipo de encuentro con Sir George Barrow, el hijo mayor superviviente de Sir John Barrow. No está claro lo que ocurrió, pero Barrow se encontraba claramente en una situación muy comprometida; por su parte, Fitzjames parecía haber sobornado a alguien y encubierto así cualquier escándalo que, de otro modo, habría salpicado a la familia Barrow. A partir de entonces, Sir John Barrow favoreció descaradamente a Fitzjames, promoviendo su candidatura en cualquier oportunidad disponible; los primeros frutos fueron el ascenso acelerado a comandante y el nombramiento al mando del HMS Clio. Incorporado al Clio en Bombay, el nuevo capitán navegó por el Golfo Pérsico y desempeñó diversas funciones antes de regresar a Portsmouth en octubre de 1844.

### Expedición de Franklin
De regreso a Inglaterra, Fitzjames vivió con William Coningham, su esposa Elizabeth (de soltera Meyrick) y sus dos hijos pequeños en su casa de Brighton. Justo en la época en que se planeaba la expedición Franklin, Sir John Barrow, uno de los principales impulsores de la expedición, hizo campaña para que Fitzjames fuera designado para dirigirla. Pidió que su amigo Edward Charlewood fuera nombrado segundo al mando. Barrow fue incapaz de proporcionar a la Junta del Almirantazgo un argumento persuasivo para apoyar estos nombramientos, por lo que, tras algunas evasivas, John Franklin y Francis Crozier fueron designados en su lugar.
Fitzjames fue nombrado para servir a las órdenes de Franklin como comandante del HMS Erebus.
Una vez nombrado para la Expedición Franklin, Fitzjames recibió la responsabilidad específica del reclutamiento y también de la investigación científica sobre el magnetismo, que era un objetivo importante de la expedición. Los barcos zarparon de Greenhithe en mayo de 1845 y, tras reabastecerse en la bahía de Disko, en Groenlandia, fueron vistos por última vez a finales de julio de 1845 por dos balleneros en el norte de la bahía de Baffin. Ese fue el último avistamiento definitivo de Fitzjames. El Almirantazgo le ascendió al grado de capitán el 31 de diciembre de 1845, pero esta noticia nunca le llegó.

### Capitanía y muerte

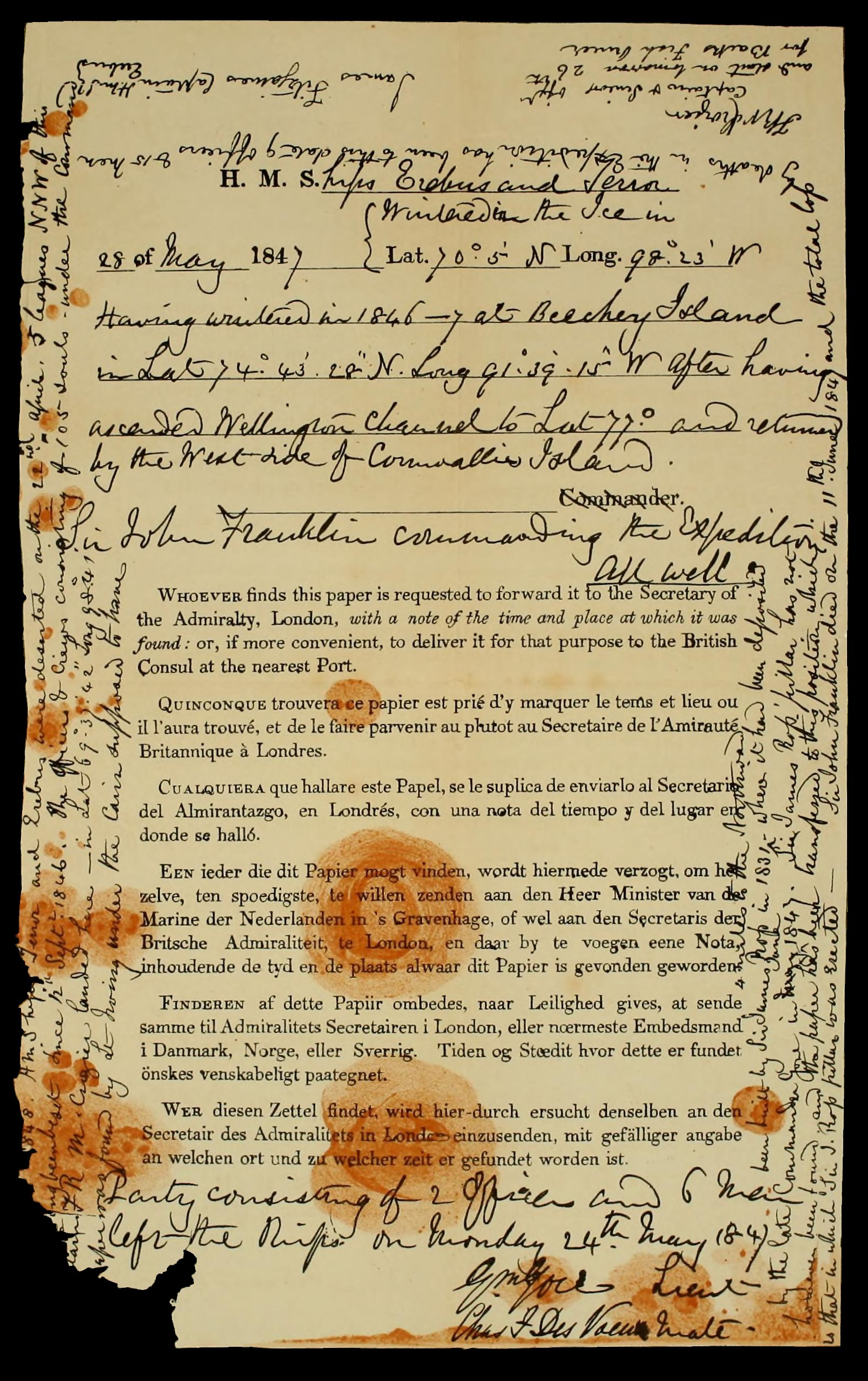
Imagen de la nota de Victory Point dejada, inicialmente por Graham Gore. Crozier y Fitzjames escribieron en los márgenes actualizando el estado de la expedición tiempo después, siendo el último comunicado de los hombres.

Tras la muerte de John Franklin, acaecida según el registro de la nota de Victory Point el 11 de junio de 1847, Fitzjames asumió el mando sobre el Erebus y colideró el resto de la expedición junto al capitán Francis Crozier. Aquella nota, firmada en mayo de 1848, fue el último rastro definitivo de Fitzjames, aunque podría tratarse de uno de los tenebrosos kabloonas, los desesperados supervivientes de la expedición que los inuit de la región recordaban haber conocido. En septiembre de 2024, un equipo conjunto de Universidad de Waterloo y la Universidad de Lakehead anunció que habían identificado positivamente los huesos descubiertos en la isla Rey Guillermo en 1982 como los de Fitzjames. Semanas más tarde, con las primeros análisis, se determinó que fue víctima de canibalismo, a tenor de las pruebas observadas en la mandíbula, corroborando así la versión de la comunidad local que encontró los restos de la expedición a mediados de 1850.

## Personaje
Fitzjames luchó por encontrar su posición en la sociedad británica de principios del siglo XIX. Aunque la ilegitimidad no era inusual, causaba grandes dificultades a los hijos afectados, de quienes no se esperaba que se refirieran abiertamente a sus familias de sangre y no podían depender de ningún apoyo por parte de ellas. En el caso de Fitzjames, la controvertida reputación de sus antepasados de la Marina y el comportamiento deshonroso de su padre agravaban la situación. Además, la forma turbia en que obtuvo su ascenso a guardiamarina hizo que su posición fuera extremadamente vulnerable, dejando su carrera hasta 1838 expuesta a desafíos.
Aunque su posición familiar siempre fue vulnerable, tenía varias ventajas. Era fuerte y físicamente apto, alto y bien formado. Era apuesto, extremadamente agradable y muy hábil para ganarse la confianza de sus superiores, poseía encanto y carisma. Además, era muy inteligente y había recibido una buena educación; un excelente sentido del humor completaba una personalidad que era el alma de cualquier fiesta o situación. A juzgar por las cartas y dibujos que llegaron de él, era un escritor sensible y destacado artista.
Pero siempre fue muy consciente de la inseguridad de su posición social, lo que puede explicar la extrema temeridad personal y profesional de la que hizo gala a lo largo de su vida. Ya fuera saltando al río Mersey para rescatar al hombre que se ahogaba, entrando en el campamento de los soldados egipcios o dirigiendo el asalto a las murallas de Zhenjiang, la impresión que dejaba era que estaba potencialmente dispuesto a arriesgar o incluso a sacrificar honorablemente su vida si se presentaba la oportunidad con tal de demostrar que era tan bueno o mejor que sus legítimos contemporáneos.

## Legado
Tras la desaparición de la expedición, la pérdida de Fitzjames quedó registrada en varios monumentos a la misma, como una estatua en Waterloo Place, ubicado en Londres. Según al menos una fuente, Sir Clements Markham y Sir Albert Hastings Markham lo idolatraban en cierto modo como explorador idealista del Ártico. Además, es posible que sirviera inadvertidamente de modelo al capitán Robert Falcon Scott.
El único homenaje manifiesto a Fitzjames se encuentra en un registro familiar, "The Story of the Gambiers", escrito en 1924 para circulación privada por Cuthbert Heath, descendiente de Sir James Gambier y publicado en 1924, en el que la Sra. Heath escribió:

Sir James Gambier, embajador en Brasil, tuvo un hijo natural, James Fitzjames, RN, bien conocido por la familia Gambier, que lo apodó el "Caballero de Snowden". Como capitán del HMS Erebus, acompañó a Sir John Franklin en su desastroso intento de descubrir el Paso del Noroeste en 1845, y compartió el destino de su líder. Su firma aparece en una de las últimas anotaciones del cuaderno de bitácora del gran explorador, y su nombre ocupa un lugar de honor junto al de Sir John Franklin en el conocido monumento de Carlton House Terrace.

## En la cultura popular
Fitzjames aparece como personaje en la novela de 2007, The Terror de Dan Simmons, un relato ficticio de la expedición perdida de Franklin, así como en la adaptación televisiva de 2018, donde es interpretado por Tobias Menzies.